# Тяпкино (Тульская область)
Тяпкино — деревня в сельском поселении Страховское, Заокского района, Тульской области.
Ранее входило в Кошкинскую волость, Алексинского уезда, Тульской губернии.
Вероятно, что этимология названия деревни ведёт своё начало от представителя древнего дворянского рода Тяпкины.

## География
Расположено на речке Скнижка. Расстояние: 7 км до районного центра Заокский и железнодорожной станцией Тарусская, 40 км до Алексина, 62 км до Тулы, 120 км до Москвы. В 3 км село Велегож с памятником архитектуры церковь Рождества Богородицы, 5 км от деревни находится дом-музей В. Д. Поленова и село Бёхово. Рядом находится памятник природы «Зелёная зона дома отдыха Велегож». В 1 км находится родник, к которому приезжают за водой со всего Заокского района.
Расстояние до аэропортов: 65 км Тула и Калуга, 85 Домодедово.

## История
Деревня никогда не имела своего храма. Жители входили в приход села Страхово. В Великую Отечественную войну по границе деревни проходил оборонительный рубеж.

## Население
| 2010 |
| ---- |
| 26   |

В 1862 году в Тяпкино было 18 дворов, в которых проживало 94 мужчины и 100 женщин.

## Инфраструктура
К населённому пункту подходит асфальтовая дорога и автобусный маршрут. В деревни имеется: газ, электричество, интернет, мобильная связь. Рядом расположен садоводческий питомник «Долина роз».